# Body Head Bangerz
Body Head Bangerz fue un grupo de rap de Pensacola, Florida liderado por el antiguo campeón de los pesos pesados de boxeo, Roy Jones, Jr.. Los miembros restantes son 2piece, MC Joel y Choppa. El grupo contaba con el fallecido Magic.

## Carrera musical
Unos 6 años después de que Roy Jones, Jr. fundara su propia productora (Body Head Entertainment) creó el grupo con la adición de Magic y Choppa (los cuales fueron los primeron en firmar por la productora) en 2004. El grupo sacó su primer (y único) álbum Body Head Bangerz: Volume One (también conocido por Roy Jones, Jr. Presents: Body Head Bangerz, Volume One). Salió a la venta el 26 de octubre de ese año. El álbum contaba con la colaboración de gente como Mike Jones, Bun B, YoungBloodZ o Trouble Tha Truth entre otros. Del álbum salieron dos singles, el primero fue "I Smoke, I Drank" con YoungBloodZ y el segundo "Can't Be Touched".
A finales del 2011 Jones reclutó un rapero principiante llamado 2piece, al cual acogió como su alumno. La nueva adición de un miembro a la banda dio lugar al anunció de un nuevo álbum, sin fecha determinada, pero anunciado para el 2012.
El segundo álbum de la banda salió a la venta el 18 de abril del 2012 bajo el nombre de Business At Hand, en el colaboraron artistas como Mystikal o Juvenile. El álbum fracasó, debido probablemente a su ,prácticamente, nulo marketing y limitadas copias. Ningún single fue lanzado.
El 1 de marzo del 2013 Magic, junto con su esposa, fallecieron en un accidente de tráfico en Misisipi, la hija de pareja también estuvo involucrada, pero sobrevivió.
Pese a la tragedia siguen cantando en clubes y bares, aunque no parece que tengan previsto sacar un nuevo álbum.

## Discografía
| Año  | Título                                                                                               | Posición      | Posición               | Posición        | Certificación |
| Año  | Título                                                                                               | Billboard 200 | Top R&B/Hip-Hop Albums | Top Heatseekers | Certificación |
| ---- | --- | ------------- | ---------------------- | --------------- | ------------- |
| 2004 | Body Head Bangerz: Volume One - Lanzado: 26 de octubre de 2004 - Productora: Body Head Entertainment | 96            | 38                     | 12              | -             |
| 2012 | Business At Hand - Lanzado: 18 de abril de 2012 - Productora: Body Head Entertainment                | —             | —                      | —               | -             |

## Singles
| Año  | Canción            | U.S. Hot 100 | U.S. R&B | U.S. Rap | Álbum                         |
| ---- | ------------------ | ------------ | -------- | -------- | ----------------------------- |
| 2004 | "I Smoke, I Drank" | 81           | 30       | 25       | Body Head Bangerz: Volume One |
| 2005 | "Can't Be Touched" | -            | -        | -        | Body Head Bangerz: Volume One |